# Aleksandr Silayev
Aleksandr Pavlovich Silayev, né le 2 avril 1928 à Moscou et mort le 31 décembre 2005 dans la même ville, est un céiste soviétique, vice-champion olympique et champion du monde de sa discipline. En activité dans les années 1950 et 1960, il pratique la course en ligne.

## Palmarès

### Jeux olympiques
- Jeux olympiques de 1960 à Rome :
  -  Médaille d'argent en C-1 1 000 m.

### Championnats du monde
- Championnats du monde de course en ligne de canoë-kayak de 1958 à Prague :
  -  Médaille d'or en C-2 10 000 m